# Španělský infant
Španělský infant (ženský rod infantka; španělsky: infante de España; f. infanta) je královský titul, který je obvykle udělován při narození dětem vládnoucích a bývalých španělských panovníků a dětem dědice koruny. Nositelé titulu infant mají také nárok na oslovení Královská Výsost.
Na rozdíl od jiných evropských monarchií, ve Španělsku je princem nebo princeznou pouze dědic koruny, který drží titul kníže nebo kněžna z Asturie spolu s dalšími tradičními tituly. Podle tradice mají všechny ostatní děti španělského monarchy a děti knížete či kněžny z Asturie titul infant.
Mezi další privilegia infantů patří právo být pohřben v Pantheonu infantů v El Escorialu. Děti infantů mají nárok na oslovení Excelentní (excelentísimo/a señor(a)), a jsou považovány za španělské grandy.
Manželé infantek Margarity, vévodkyně ze Sorie a Cristiny (Carlos Zurita a Iñaki Urdangarin) nejsou infanty, ale mají nárok na oslovení Excelentní; kromě toho Carlos Zurita může používat titul vévody ze Sorie jure uxoris (právem své manželky), dokud je jejím manželem nebo vdovcem.
Španělské právo umožňuje panovníkovi udělit titul a oslovení infant královským dekretem i ve výjimečných případech mimo výše uvedené situace osobám, které prokážou, že jsou toho hodny (pak jsou označovány jako infant z milosti). Tento titul byl například udělen Karlovi de Borbón, vévodovi z Kalábrie, pretendentovi trůnu království Obojí Sicílie a bratranci krále Juana Carlose I.

## Historie

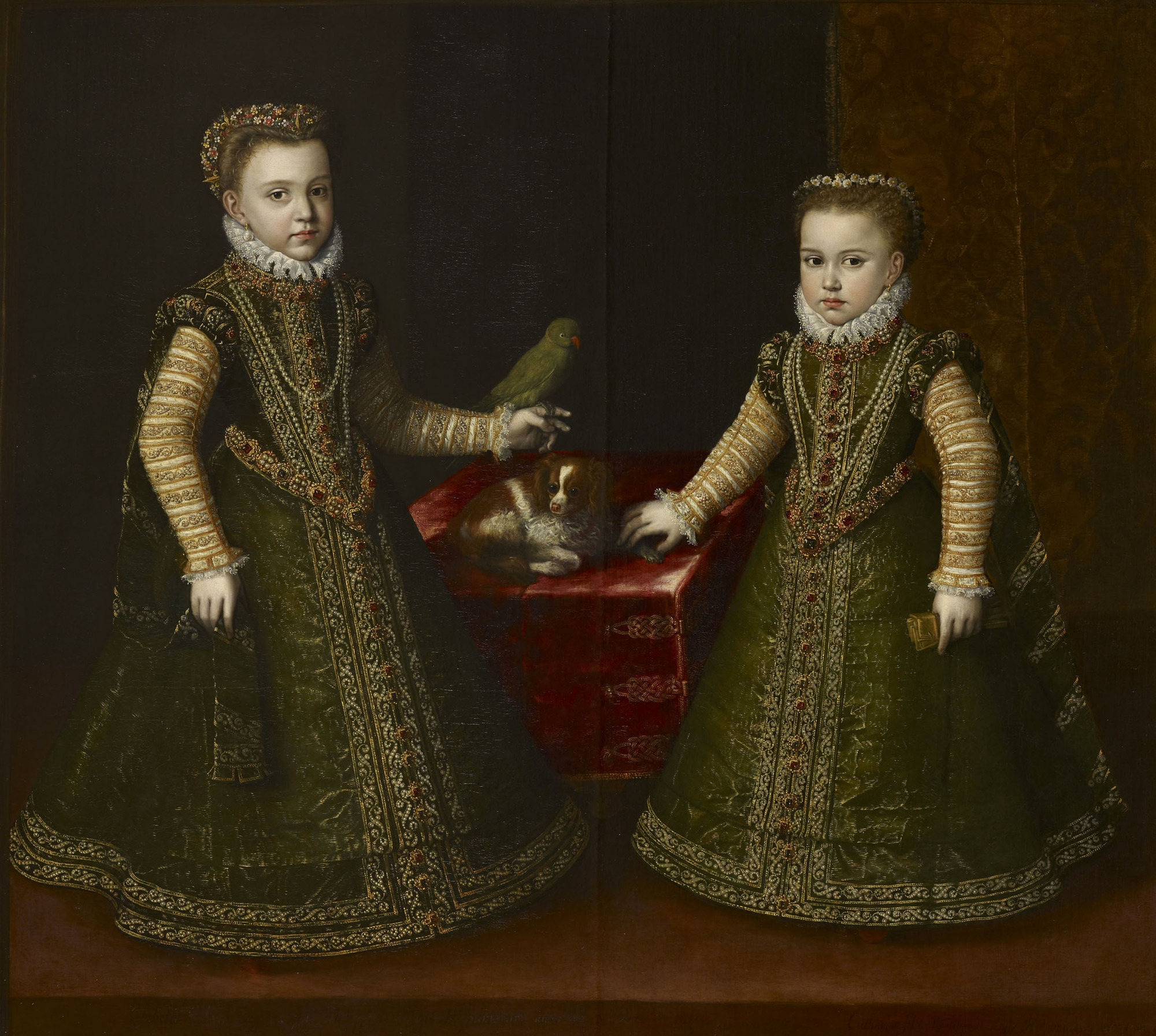
Infantky Isabela Klára Evženie a Kateřina Michaela; dcery krále Filipa II. Španělského a Indického (od Sofonisby Anguissoly, asi 1570)

Ve středověkých španělských monarchiích, ať už kastilské, leónské, navarrské nebo aragonské, byli všichni synové a dcery panovníků, včetně prvorozených, označováni jako infanti. Na konci 14. století však král Jan I. Kastilský, syn a nástupce Jindřicha II. Kastilského, při sňatku svého prvorozeného syna, infanta Jindřicha – budoucího Jindřicha III. – s Kateřinou z Lancasteru, vnučkou svrženého a popraveného Petra I. Kastilského, vytvořil pro tento pár titul kníže z Asturie. Tento titul byl následně předáván dalším dědicům, ať už šlo o muže nebo ženy. Při narození měli prvorození králů titul infant stejně jako jejich bratři a sestry, ale když byli před Kortesy prohlášeni za dědice, stali se knížetem či kněžnou z Asturie.
Podobná situace nastala v Navaře, když Karel III. vytvořil pro svého vnuka, infanta Karla, syna své dcery Blanky a budoucího Jana II. Aragonského, titul kníže z Viany s úmyslem, aby tento titul byl předáván dědicům navarrské koruny. Po dobytí Navarry Ferdinandem II. Aragonským v roce 1512 však titul dědice Navarry převzal dědic Kastilie a Aragonie, i když rod Albretovců v exilu pokračoval v používání tohoto titulu pro své dědice.

## Regulace
Titul infanta je právně upraven Královským dekretem č. 1368/1987 ze dne 6. listopadu, který stanovuje pravidla používání titulů, oslovení a poct královské rodiny a regentů:
1. Děti krále, které nemají postavení knížete nebo kněžny z Asturie, a děti uvedeného knížete nebo kněžny jsou španělskými infanty a mají nárok na oslovení Královská Výsost. Jejich manželé, pokud zůstávají v tomto postavení nebo jako vdovci, mají oslovení a pocty, které jim král laskavě udělí podle ustanovení článku 62, odstavce f) ústavy.
2. Král může rovněž udělit hodnost infant a oslovení Výsost osobám, které jsou podle jeho názoru těchto poct hodny za výjimečných okolností.
3. Kromě ustanovení tohoto oddílu a předchozího oddílu, a s výjimkou ustanovení článku 5 týkajícího se členů regentství, žádná osoba nesmí: a) Být označena jako kníže nebo kněžna z Asturie nebo nést jakýkoliv jiný titul tradičně spojený s dědicem koruny. b) Být označena jako španělský infant. c) Obdržet oslovení a pocty náležející k hodnostem uvedeným v bodech a) a b).

## Současní španělští infanti

Otevřená heraldická koruna infanta

V současné době jsou všichni španělští infanti ženy. Posledním mužským infantem byl infant Karel, vévoda z Kalábrie. Podle španělského práva jsou současnými španělskými infanty:
- Sofía de Borbón y Ortiz, mladší dcera krále Filipa VI.
- Elena de Borbón y de Grecia, vévodkyně z Luga, první dcera krále Juana Carlose I. a sestra krále Filipa VI.
- Cristina de Borbón y de Grecia, mladší dcera krále Juana Carlose I. a sestra krále Filipa VI.
- Margarita de Borbón y Borbón, vévodkyně ze Sorie a Hernani, mladší dcera barcelonského hraběte a teta krále Filipa VI.